# Зица
Зица (на гръцки: Ζίτσα) е село в Гърция, което се намира само на километър западно от мястото на древния град Додона, на 20 километра северозападно от Янина и на 218 километра югозападно от Солун. Южно от селото минава Егнатия Одос. Зица е традиционен винарски район.
От 2011 г. е част от едноименния дем със седалище Елеуса. От 1430 г., когато Зица с околната област е завладяна от Турахан паша – до 1788 г. Зица е хас на Валиде султана, приходите от който ѝ са дарения за бедните мюсюлмани, обезпечаващи ежегодното поклонение, хаджа в Мека. Областта на Зица е известна по османско време като Курентохория (на гръцки: Κουρεντοχωρία). 

## Родени в Зица
- Йеремия I Константинополски